# Rise Sogn (Ærø)
 For alternative betydninger, se Rise Sogn. (Se også artikler, som begynder med Rise Sogn)
Rise Sogn er et sogn i Langeland-Ærø Provsti (Fyens Stift).
I 1800-tallet var Rise Sogn et selvstændigt pastorat. Det hørte til Ærø Herred i Svendborg Amt. Rise Sogn udgjorde Rise Kommune fra 1867 til 1966. Sognet indgik i Vest Ærø Kommune fra 1966 til 1970, i Ærøskøbing Kommune fra 1970 til 2006 og har indgået i Ærø Kommune fra 2006.
I Rise Sogn ligger Rise Kirke.
I sognet findes følgende autoriserede stednavne:
- Bro (bebyggelse)
- Dunkær (bebyggelse, ejerlav)
- Dunkær Mark (bebyggelse)
- Eske (bebyggelse)
- Frydendal (bebyggelse)
- Gjallerhøj (bebyggelse)
- Grønnæs (bebyggelse)
- Gråsten Nor (areal, ejerlav)
- Havsmarken (bebyggelse)
- Hælde (bebyggelse)
- Kalvehave (bebyggelse)
- Klintemarken (bebyggelse)
- Langagre (bebyggelse)
- Lammeshuse (bebyggelse)
- Lerbæk (bebyggelse)
- Lille Rise (bebyggelse, ejerlav)
- Lille Torup (bebyggelse)
- Lindsbjerg (bebyggelse)
- Møllesø (bebyggelse)
- Nevre (bebyggelse)
- Olde (bebyggelse, ejerlav)
- Olde Mark (bebyggelse)
- Rise Mark (bebyggelse)
- Skovbrynke (bebyggelse)
- Snekkemose (bebyggelse)
- Stokkeby (bebyggelse, ejerlav)
- Store Rise (bebyggelse, ejerlav)
- Store Torup (bebyggelse)
- Tivoli (bebyggelse)
- Vejsnæs (bebyggelse)
- Vejsnæs Nakke (areal)
- Vesterløkke (bebyggelse)
- Østermark (bebyggelse)